# 尼古拉·谢尔盖耶维奇·波波夫
尼古拉·谢尔盖耶维奇·波波夫（Nikolay Sergeyevich Popov；1931年12月14日—2008年2月4日）是苏联工程师，后来成为著名的苏联主战坦克T-80系列的主要设计师。

## 早年生活和职业生涯
波波夫出生于北高加索边疆区的乌斯季-拉宾斯克。
他对苏联军事发展的主要贡献是研制出了 T-80。1976年，第一批T-80开始生产。波波夫是该坦克的主要设计师，最终的T-80看起来很像之前的T-64，并因其先进的设计而成为苏联的主战坦克，是世界上第一款配备支持多种燃料的涡轮发动机的坦克。该发动机至今仍在俄罗斯军队的精锐坦克部队中使用，共生产了超过5404辆，直到1992年新的俄罗斯联邦终止其生产。
波波夫于2008年2月4日在谢斯特罗列茨克去世。

## 成就
- T-80坦克
- 2S7自行火炮
- S-300导弹履带式底盘
- K-701农用拖拉机（英语：Kirovets K-700）及工业应用

## 荣誉
1993年俄罗斯联邦国家奖（1993年6月8日），表彰为T-80U坦克开发一套新技术解决方案并投入批量生产。

祖国功勋勋章，四级（1996年10月22日）——表彰为国家服务、对国内机械工程发展做出的巨大贡献以及多年来在坦克制造行业企业和组织的认真工作。